# 纳苏赫·阿卡尔
纳苏赫·阿卡尔（土耳其語：Nasuh Akar，1925年5月10日—1984年5月18日），土耳其男子摔跤运动员。他曾代表土耳其参加1948年夏季奥林匹克运动会摔跤比赛，获得男子自由式雏量级金牌。